# Monitor de pixel telescópico
Monitor de vídeo com tecnologia desenvolvida  pela empresa Microsoft em parceria com a Universidade de Washington. O sistema foi desenvolvido por um grupo de pesquisadores chefiado pela cientista Anna Pyayt [ligação inativa], levando dois anos para chegar aos resultados alcançados .

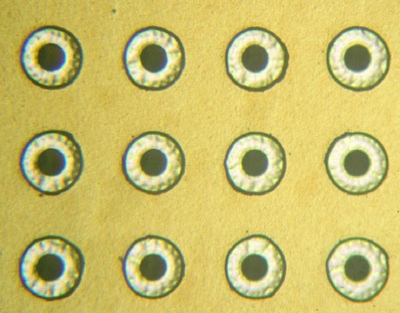
Foto do protótipo do pixel telescópico

O dispositivo é baseado em uma consagrada tecnologia: o telescópio óptico.
Neste sistema, cada pixel consiste em dois espelhos opostos, nos quais, o espelho primário pode alterar a forma sob a alteração de uma voltagem aplicada.
Quando o pixel está desligado, tanto o espelho primário quanto o secundário estão paralelos e refletem toda a luz que é recebida para a luz de origem. Quando o pixel é ligado, o espelho primário se deforma para uma forma parabólica de modo que a luz foque para o espelho secundário. Este então reflete a luz através de um buraco no espelho primário e, finalmente, para a tela do monitor.
Cada pixel é produzido, por padrão, em duas partes pelo processo de fotolitografia. O espelho secundário é uma matriz padrão litográfica com ilhas de alumínio em um vidro, mas fazer o espelho primário é um pouco mais complicado. Primeiramente, um eletrodo feito de uma liga de óxido de estanho e índio (ITO) é depositado em um substrato de vidro e coberto por um filme de poliamida. A poliamida funciona como suporte e isolante elétrico para o espelho primário. O alumínio  então é injetado em direção à poliamida e é usado o fotolito como padrão de buracos com 20 µm, formando uma matriz bidimensional que formará um alinhamento de espelhos secundários.
O último passo na  fabricação do espelho primário é o dry-etch, ou seja, um bombardeamento de íons através da máscara padrão (fotolito), que preferencialmente remove a poliamida debaixo dos buracos na camada de alumínio, resultando em divisões de alumínio que são suspensas em um espaço livre. Essas divisões suspensas de alumínio podem ser deformadas ao sofrerem uma voltagem entre a camada de ITO e a de metal. Uma vez montada esta estrutura, cada pixel fica com 100 µm de diâmetro.

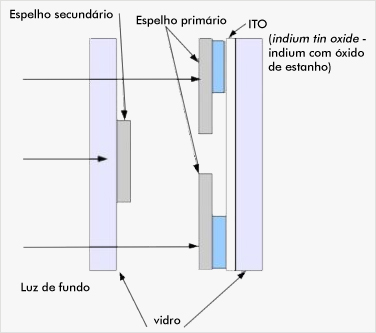
Diagrama simplificado da tecnologia de pixels telescópicos

O método de fabricação é de baixo custo e compatível com a infraestrutura já usada nos monitores LCD. Os monitores de cristal líquido, que atualmente é a escolha preferida entre os consumidores no quesito combinação de imagens com qualidade, potência, preço e eficiência, transmitem  apenas de 5 a 10% do total da luz do monitor, representando assim até 30% de consumo de energia para um computador portátil.
Através dos testes já realizados com a nova tecnologia, tudo indica que ela será uma promessa para o futuro dos monitores. Como foi constatado nos testes, a transmissão de luz foi calculada em 36% e as simulações indicam ainda que pode-se chegar a 56%, com apenas algumas melhoras de design.
Em um notebook mais moderno, o aumento de sua eficácia podem ser vantajosos 45 minutos a mais de uso, isso claro, sem precisar diminuir o brilho da tela.
O tempo de resposta da tecnologia foi de 0,625 ms – um aprimoramento muito considerável diante os monitores LCD – que levam de 2 a 10 ms para o tempo de resposta e é o principal fator da imagem borrada dos LCDs, fenômeno este observado facilmente quando se reproduzem filmes ou mesmo games nestes displays.
Essas reações podem ser ainda mais rápidas se seguirem uma ordem de processamento de cores, na qual, as cores são mostradas como rápidos pulsos de vermelho, azul e verde direto de cada pixel, otimizações na fabricação e design. Também, a intensidade de cada pixel pode ser suavizada variando de zero a 100% para uma escala de cinza e matizes de cores serem mais realistas.
O principal obstáculo, até agora, nesta tecnologia, se refere ao contraste. Experimentos com fachos paralelos de luzes, mostraram  um contraste de 20:1. Modelos simulados indicam ser possível chegar a faixas acima de 800:1, fato que colocaria o pixel telescópico junto aos LCD’s. Muitos fatores de experimentação serão facilmente corrigidos para que este problema do contraste se resolva nos próximos protótipos, segundo a desenvolvedora do projeto, Anna Pyayt.
Dada uma performance sensacional, método de fabricação simples e de fácil escalagem, envolvimento da Microsoft, tudo isso é sinal do início de uma nova tecnologia para displays, mais rápidos que do o LCD, baratos e muito mais eficientes quanto à demanda de energia.